# Constantin Parhon
Constantin Ion Parhon (wym. [konstanˈtin iˈon parˈhon]; ur. 15 października 1874, zm. 9 sierpnia 1969) – polityk rumuński; lekarz i biolog; od 1938 członek Rumuńskiej Akademii Nauk, następnie jej honorowy przewodniczący, od 1947 członek Akademii Nauk ZSRR; 1947-52 przewodniczący Wielkiego Zgromadzenia Narodowego Rumuńskiej Republiki Ludowej; liczne jego prace naukowe dotyczyły głównie neurologii, endokrynologii (wykrył czynność dokrewną ślinianki przyusznej), biochemii i patologii ogólnej; szczególnie znane są prace nad procesem starzenia się ustroju i możliwościami przedłużenia życia; autor m.in. monografii (z A. Babeșem i I. Petreą) Endocrinologia glandelor salivare (1957); międzynarodowa nagroda Leninowska 1959.